# Borrowella punctatinotum
Borrowella punctatinotum är en stekelart som beskrevs av Girault 1923. Borrowella punctatinotum ingår i släktet Borrowella och familjen sköldlussteklar. Inga underarter finns listade.